# Пятра Нямц
Пя̀тра Ня̀мц (на румънски: Piatra Neamţ, [ˈpjatra ˈne̯amt͡s]; на немски: Kreuzburg an der Bistritz, Кройцбург ан дер Бистриц; на унгарски: Karácsonkő, Карачонкьо) е град в източната част на Румъния, в историческата област Молдова, административен център на окръг Нямц. Населението му е около 85 000 души (2011).

## Етимология
Топонимът „piatra“ (чете се „пятра“, в превод „камък“, „скала“) винаги е бил част от името на града. Други имена, с които той е имал са: Пятра луи Кръчун (Piatra lui Crăciun, т.е. „Коледен камък“, същото е и значението на унгарското име Karácson-Kő), през Средновековието Търгу Пятра (Târgu Piatra, т.е. „Каменен панаир / пазар“) и просто Пятра, към което по-късно е добавено името на окръга Нямц (което означава „немски“), за да не се бърка с други градове със същото име.

## География
Град Пятра Нямц се намира в западната част на румънска Молдова и заема площ от 77,4 квадратни километра при средна надморска височина 345 метра. Той се намира близо до мястото, където река Бистрица излиза от Карпатските планини и потича в долините на Молдова. Това помага на Пятра Нямц да се развие като град-пазач на молдовските долини и проходите от Молдова към Трансилвания. Долината е оградена от планините Петричица (590 m), Козла (679 m), Чернегура (852 m), Бътка Доамнеи (462 m) и Кърломан (617 m). Градът се намира на 350 километра северно от Букурещ.

## Население
Етническите румънци представляват по-голямата част от населението на града. Има само циганско малцинство.

## Инфраструктура
Пятра Нямц е свързан чрез железопътна линия 509 с Букурещ и Яш и чрез националния път DN15 с Бакъу, Яш, Сучава и Търгу Муреш.

## Култура
На самия център на Пятра Нямц, на централния площад, се намира кула, която е символ на града.